# 가미아쓰나이역
가미아쓰나이역(일본어: 上厚内駅)은 일본 홋카이도 도카치 군 우라호로정에 있는 홋카이도 여객철도의 역이었다. 역 번호는 K41이며, 상대식 승강장 2면 2선의 구조를 지닌 지상역이다.

## 역 주변
- 국도 제38호선

## 역사
- 1910년 12월 1일 : 가미아쓰나이 신호장으로 신설.
- 1922년 4월 1일 : 가미아쓰나이역으로 승격.
- 1987년 4월 1일 : 민영화에 의해, 홋카이도 여객철도로 이관.
- 2017년 3월 4일: 역 업무를 폐지.

## 인접 정차역
| 홋카이도 여객철도 네무로 본선 | 홋카이도 여객철도 네무로 본선 | 홋카이도 여객철도 네무로 본선 |
| ----------------------------- | ----------------------------- | ----------------------------- |
| K40 우라호로 신토쿠 방면      | 네무로 본선                   | 아쓰나이 K42 구시로 방면      |